# Uli W. Steinlin
Uli Werner Steinlin (* 11. Februar 1927 in Schaffhausen; † 7. Dezember 2015; heimatberechtigt in St. Gallen) war ein Schweizer Astronom und Hochschullehrer.

## Leben und Wirken
Steinlin studierte von 1950 bis 1954 an der Universität Basel. Ab 1953 arbeitete er als Assistent bzw. wissenschaftlicher Mitarbeiter am Astronomischen Institut der Universität Basel. 1954 wurde er in Basel in Astronomie promoviert. Von 1956 bis 1958 nahm Steinlin eine Assistentenstelle an der University of California, Berkeley, wahr. Von 1961 bis 1962 war er als Stipendiat des Schweizerischen Nationalfonds am California Institute of Technology (Caltech).
1962 plädierte Steinlin in seiner Streitschrift Hochschule wohin? für eine Hochschulreform. Er behauptete, dass die Leistungsfähigkeit der schweizerischen Universitäten nachgelassen habe, und führte das auf eine veraltete hierarchische Organisation zurück. Steinlin plädierte für eine Umstrukturierung nach amerikanischem Vorbild. Die Einführung von Departements und Teamwork sollte die Zusammenarbeit der Institute verstärken, die Administration verschlanken und die Hierarchien abbauen. Zudem wies Steinlin auf die prekäre Situation der Schweizer Privatdozenten hin.
1965 wurde Steinlin an der Universität Basel habilitiert. Danach nahm er Lehraufträge und Forschungsaufträge an der Universität Genf und am Kitt-Peak-Nationalobservatorium wahr. 1968 berief ihn die Universität Basel zum ausserordentlichen Professor für Astronomie. 1992 wurde er emeritiert.
Steinlin war Initiant und von 1969 bis 1975 der erste Präsident der Schweizerischen Gesellschaft für Astrophysik und Astronomie. Von 1975 bis 1982 war er Delegierter im Zentralvorstand der Schweizerischen Naturforschenden Gesellschaft.
Steinlin war verheiratet mit Vera Markwalder, hatte zwei Kinder und wohnte in Biel-Benken.

## Schriften (Auswahl)
- Interstellare Absorption und Sterndichte im Gebiet Cepheus-Lacerta unter Berücksichtigung des Farbeffektes von Refraktoren. In: Ricerche Astronomiche. Bd. 3 (1954), H. 8/9, S. 197–256 (verkürzte Fassung der Dissertation, Universität Basel, 1954).
- Hochschule wohin? EVZ-Verlag, Zürich 1962.